# تيم درو
تيم درو (بالإنجليزية: Tim Drew)‏ هو لاعب كرة قاعدة أمريكي، ولد في 31 أغسطس 1978 في فالدوستا في الولايات المتحدة.

## وصلات خارجية
- تيم درو على موقعبيزبول رفرنس.كوم (الدوري الرئيسي) (الإنجليزية)
- تيم درو على موقعبيزبول رفرنس.كوم (الدوري الثانوي) (الإنجليزية)
- تيم درو على موقع إي إس بي إن.كوم (أم.أل.بي) (الإنجليزية)
- تيم درو على موقع مشجعي الرسوم البيانية (الإنجليزية)